# Liste des autoportraits de Paul Gauguin
Liste de tous les autoportraits de Paul Gauguin connus. 
| Caractéristique du tableau                                | Lieu de création        | Année de création | Lieu d'exposition                       | Classement Wildenstein | Image |
| --------------------------------------------------------- | ----------------------- | ----------------- | --------------------------------------- | ---------------------- | ----- |
| avec un béret                                             | Paris                   | 1878              | Cambridge (Mass.), Fogg Art Museum      | 25                     |       |
| devant le chevalet                                        | Copenhague              | 1885              | Fort Worth (Texas), Kimbell Art Museum  | 138                    |       |
| Les Misérables                                            | Pont-Aven (Bretagne)    | 1888, octobre     | Amsterdam, Van Gogh Museum              | 239                    |       |
| Bonjour Monsieur Gauguin (I)                              | Le Pouldu (Bretagne)    | 1889              | Los Angeles Armand Hammer Museum of Art | 321                    |       |
| Bonjour Monsieur Gauguin (II)                             | Le Pouldu (Bretagne)    | 1889              | Prague, Galerie nationale               | 322                    |       |
| avec une auréole                                          | Le Pouldu (Bretagne)    | 1889              | Washington, National Gallery of Art     | 323                    |       |
| avec le Christ jaune                                      | Pont-Aven (Bretagne)    | 1890-1891         | Paris, Musée d’Orsay                    | 324                    |       |
| à l’ami Carriere                                          | ?                       | vers 1891, (?)    | Washington, National Gallery of Art     | 384                    |       |
| avec une mandoline                                        | ?                       | vers 1893         | New York Collection Veronica Converse   | 325                    |       |
| avec la palette et le pinceau à Charles Morice            | Paris                   | vers 1893         | Paris Collection Arthur Sachs           | 410                    |       |
| avec une idole                                            | Paris                   | vers 1893         | San Antonio (Texas) McNay Art Museum    | 415                    |       |
| avec un tableau d'après Delacroix en arrière-plan         | Paris                   | vers 1893         | Detroit Institut of Arts                | ?                      |       |
| avec un chapeau et le tableau “L'esprit des morts veille” | Paris                   | 1893              | Paris, Musée d’Orsay                    | 506                    |       |
| à l'ami Daniel                                            | Tahiti                  | vers 1896         | Paris, Musée d’Orsay                    | 556                    |       |
| près du Golgotha                                          | Tahiti                  | vers 1896         | São Paulo, Museu de Arte                | 534                    |       |
| Profil de trois quarts buste                              | Hiva Oa, Îles Marquises | vers 1903         | Genève, Collection Salmanowitz          | 633                    |       |
| Buste                                                     | Hiva Oa, Îles Marquises | vers 1903         | Bâle, Kunstmuseum                       | 634                    |       |